# 宇宙での死に方
「宇宙での死に方」（うちゅうでのしにかた、原題: "Oxygen"）は、イギリスのSFドラマ『ドクター・フー』の第10シリーズ第5話。ジェイミー・マシソンが脚本を執筆し、2017年5月13日に BBC One で初放送された。
12代目ドクター（演:ピーター・カパルディ）とビル・ポッツ（演:パール・マッキー）、ナードル（演:マット・ルーカス）は、立ったまま死亡した乗組員のいる宇宙ステーションに到着する。ターディス由来の無認可酸素が排出され、彼らは宇宙服を着て生き延びざるを得なくなるが、宇宙服は着用者を殺処分する仕掛けが施されていた。

## 連続性
ドクターは液状ヒューズを抜けばターディスが飛べなくなるとナードルに伝えていたが、それは嘘であった。The Daleks（1963年）では初代ドクターが液状ヒューズの修理に必要な物質を回収するため、コンパニオンたちとダーレクの都市の調査に乗り出していた。

## 他作品への言及
冒頭のドクターのナレーションである「宇宙──そこは最後の開拓地」は『スタートレック』のオリジナルシリーズ『宇宙大作戦』のパロディである。また、ドクターは "Death, where is thy sting?" と発言した際に 1 Corinthians 15:55 (en) を引用している。

## 製作
「宇宙での死に方」の読み合わせは2016年10月12日に行われた。撮影は「消えたローマ兵士の謎」と同じく第10シリーズの第4製作ブロックとして、2016年10月17日から11月18日まで行われた。
ジェイミー・マシソンは「宇宙での死に方」が元々「オリエント急行のミイラ」（2014年）の前日譚として意図されていたことを明かした。初期の草案では、企業の代表であるクラインがモニターに現れ、船の救助を条件にして登場人物たちに昇進やストックオプションを提示する。クラインの声を聞きつけたドクターは、乗組員をターディスで安全な場所に連れて行き、船を破壊して去っていく。鉱山ステーションの背後にある会社がいつか古代兵器の分析に特化した子会社を持っていること、クラインは会社のコンピュータのガスの声としてだけ生きていることが明かされる。冒頭の講義でドクターに質問をする学生は第10シリーズの補助監督ローレン・ペイトが演じている。

## 放送と反応
リアルタイム視聴者数は357万人で、タイムシフト視聴者を加えると527万人を記録した。Appreciation Index は83であった。
日本では放送されていないが、2018年3月31日にHuluで「宇宙での死に方」を含む第10シリーズの独占配信が開始された。

### 批評家の反応
| 専門評論家によるレビュー           | 専門評論家によるレビュー |
| レビュー・スコア                   | レビュー・スコア         |
| 出典                               | 評価                     |
| ---------------------------------- | ------------------------ |
| The A.V. Club                      | B+                       |
| エンターテインメント・ウィークリー | B+                       |
| SFX                                | [ 12 ]                   |
| TV Fanatic                         | [ 13 ]                   |
| IGN                                | 8.1                      |
| ニューヨーク・マガジン             | [ 15 ]                   |
| ラジオ・タイムズ                   | [ 16 ]                   |
| デイリー・ミラー                   | [ 17 ]                   |

「宇宙での死に方」は批評家から肯定的にレビューされた。
SFXのゾーイ・デラハンティ＝ライトは本作に星4.5を付け、酸素が限られた資源になるというアイディア、そしてそのアイディアが緊迫した状況の言い訳に留まらずエピソードのプロットポイントにことごとく関わっていることを褒め称えた。また、彼女はパール・マッキーの演技について「一貫して正直で、時に生々しく、決して気まぐれではない」と評価し、ビルの死のシーンについては「胸が痛むものだった」とコメントした。
IGNのスコット・コルーラは8.1点と評価し、第10シリーズで単独のエピソードが続いていること、そして劇中のドクター含むキャラクターたちが生き生きとしていることを称賛した。しかし、彼は本作の資本主義についての場面に「今回は、エピソードの根底にあるテーマが特定の視聴者に強く響くかもしれないとしても、解決策が少し甘く感じられる」という指摘を入れた。また、劇中で最も劇的な場面であるビルの死とドクターの失明は、彼が思っていたほどしっかりとしたものではなかったという。
ニューヨーク・マガジンのロス・ルーディガーは星4つを与えた。彼は「ジェイミー・マシソンは示唆に富む素晴らしい『ドクター・フー』のエピソードを書いていて、『宇宙での死に方』も例外ではない」と脚本を称賛した。
ラジオ・タイムズのパトリック・マルケーンは星3つを与え、番組の基本的なテーマに忠実場物語を称賛したが、目新しい要素が欠けている点を批判した。また、彼は『ゼロ・グラビティ』（2013年）や『エイリアン』（1979年）、および『ドクター・フー』の過去のエピソードとの類似性も指摘した。